# Bahādor Kalāyeh
Bahādor Kalāyeh är en ort i Iran.   Den ligger i provinsen Gilan, i den norra delen av landet, 210 km nordväst om huvudstaden Teheran. Bahādor Kalāyeh ligger 9 meter över havet och antalet invånare är 199.
Terrängen runt Bahādor Kalāyeh är varierad.Runt Bahādor Kalāyeh är det ganska tätbefolkat, med 155 invånare per kvadratkilometer. Närmaste större samhälle är Lāhījān, 8,0 km nordost om Bahādor Kalāyeh. Trakten runt Bahādor Kalāyeh består till största delen av jordbruksmark.